# Vous ne devinez pas de quoi parle cet épisode - L'acte trois vous choquera
Vous ne devinez pas de quoi parle cet épisode - L'acte trois vous choquera est un épisode de la série télévisée d'animation Les Simpson. Il s'agit du quatorzième épisode de la trente-troisième saison et du 720e de la série.

## Synopsis
Quand on reproche à Homer de quitter Petit Papa Noël enfermé dans une voiture chaude, les images de l'incident deviennent virales, surpassant tout Springfield et faisant d'Homer un paria.

## Réception
Lors de sa première diffusion, l'épisode a attiré 1,14 million de téléspectateurs.